# Hedong, Linyi
Hedong är ett stadsdistrikt i Linyi i Shandong-provinsen i norra Kina. Det ligger omkring 220 kilometer sydost om provinshuvudstaden Jinan. 